# La Pineda de Bages
La Pineda de Bages és un nucli de població del municipi de Sant Fruitós de Bages. Aglutina al seu entorn un conjunt de masos, des dels anys seixanta es va començar a construir al seu voltant la urbanització Pineda de Bages.